# Linea di successione al trono del Bhutan

Stemma della monarchia bhutanese

La linea di successione al trono del Bhutan segue il criterio della primogenitura maschile attraverso i discendenti del re Ugyen Wangchuck.

## La stirpe di Pema Lingpa
Ugyen Wangchuck, primo sovrano del Bhutan, discenderebbe da Pema Lingpa, figura quasi leggendaria che visse tra il 1450 e il 1521. Era, infatti, il figlio di Pema Lingpa, Kuenga Wang Po (nato nel 1505), trasferitosi a Dungkhar, dove un suo pronipote fonderà l'omonima fortezza. Di qui trae origine il nome della famiglia reale, Wangchuck, di cui Jigme Namgyal (1825-1882), padre di Ugyen Wangchuck, diventerà prima X Penlop di Trongsa (dal 1853) e poi, dal 1870, XLVIII Druk Desi del Bhutan.

## Linea di successione
La linea di successione a partire da re Jigme Wangchuck è la seguente:
- Re Jigme Dorji Wangchuck (1928-1972), primo figlio di re Jigme Wangchuck
  -  Re Jigme Singye Wangchuck, nato nel 1955, primo figlio di re Jigme Dorji Wangchuck
    -  Re Jigme Khesar Namgyel Wangchuck, nato nel 1980, primo figlio maschio di re Jigme Singye Wangchuck e attuale sovrano del Bhutan
      - 1. Principe ereditario Jigme Namgyel Wangchuck, nato nel 2016, primo figlio maschio di re Jigme Khesar Namgyel Wangchuck
      - 2. Principe Jigme Ugyen Wangchuck, nato nel 2020, secondo figlio maschio di re Jigme Khesar Namgyel Wangchuck
      - 3. Principessa Sonam Yangden Wangchuck, nata nel 2023, prima figlia femmina di re Jigme Khesar Namgyel Wangchuck

    - 4. Principe Jigyel Ugyen Wangchuck, nato nel 1984, secondo figlio maschio di re Jigme Singye Wangchuck
    - 5. Principe Khamsum Singye Wangchuck, nato nel 1985, terzo figlio maschio di re Jigme Singye Wangchuck
    - 6. Principe Gyaltshab Jigme Dorji Wangchuck, nato nel 1986, quarto figlio maschio di re Jigme Singye Wangchuck
      - 7. Ashi Decho Pema Wangchuck, prima figlia femmina del principe Jigme Dorji Wangchuck

    - 8. Principe Ugyen Jigme Wangchuck, nato nel 1994, quinto figlio maschio di re Jigme Singye Wangchuck
    - 9. Principessa Chimi Yangzom Wangchuck, nata nel 1980, prima figlia femmina di re Jigme Singye Wangchuck
      - 10. Dasho Jigme Ugyen Wangchuck, nato nel 2006, primo figlio maschio della principessa Ashi Chimi Yangzom Wangchuck
      - 11. Dasho Jamyang Singye Wangchuck, nato nel 2009, secondo figlio maschio della principessa Ashi Chimi Yangzom Wangchuck

    - 12. Principessa Sonam Dechen Wangchuck, nata nel 1981, seconda figlia femmina di re Jigme Singye Wangchuck
      - 13. Dasho Jigje Singye Wangchuck, nato nel 2009, primo figlio maschio della principessa Ashi Sonam Dechen Wangchuck
      - 14. Dasho Jigme Jigten Wangchuck, nato nel 2013, secondo figlio maschio della principessa Ashi Sonam Dechen Wangchuck

    - 15. Principessa Dechen Yangzom Wangchuck, nata nel 1981, terza figlia femmina di re Jigme Singye Wangchuck
      - 16. Dasho Ugyen Dorji Wangchuck, primo figlio maschio della principessa Ashi Dechen Yangzom Wangchuck
      - 17. Dasho Jigme Singye Wangchuck, secondo figlio maschio della principessa Ashi Dechen Yangzom Wangchuck
      - 18. Ashi Dechen Yuidem Yangzom Wangchuck, nata nel 2014, prima figlia femmina della principessa Dechen Yangzom Wangchuck

    - 19. Principessa Kesang Choden Wangchuck, nata nel 1982, quarta figlia femmina di re Jigme Singye Wangchuck
      - 20. Dasho Jamgyel Singye Wangchuck, primo figlio maschio della principessa Ashi Kesang Choden Wangchuck
      - 21. Dasho Ugyen Junay Wangchuck, secondo figlio maschio della principessa Ashi Kesang Choden Wangchuck
      - 22. Ashi Tshering Tshoyang Wangchuck, nata nel 2019, prima figlia femmina della principessa Ashi Kesang Choden Wangchuck

    - 23. Principessa Euphelma Choden Wangchuck, nata nel 1993, quinta figlia femmina di re Jigme Singye Wangchuck
- 24. Principe Namgyal Wangchuck, nato nel 1943, secondo figlio maschio di re Jigme Wangchuck
- 25. Principessa Choki Wangmo Wangchuck, nata nel 1937, prima figlia femmina di re Jigme Wangchuck
- 26. Principessa Deki Yangzom Wangchuck, nata nel 1944, seconda figlia femmina di re Jigme Wangchuck
- 27. Principessa Pema Choden Wangchuck, nata nel 1949, terza figlia femmina di re Jigme Wangchuck

Legenda:
- : simbolo di un sovrano precedente.
- : simbolo del sovrano regnante.